# Chratzerengrat
Chratzerengrat är en bergstopp i Schweiz.   Den ligger i distriktet Bezirk Schwyz och kantonen Schwyz, i den centrala delen av landet, 110 km öster om huvudstaden Bern. Toppen på Chratzerengrat är 2 349 meter över havet, eller 204 meter över den omgivande terrängen. Bredden vid basen är 1,7 km.
Terrängen runt Chratzerengrat är huvudsakligen bergig, men den allra närmaste omgivningen är kuperad. Närmaste större samhälle är Schwyz, 19,5 km väster om Chratzerengrat. 
Trakten runt Chratzerengrat består i huvudsak av gräsmarker. Runt Chratzerengrat är det glesbefolkat, med 19 invånare per kvadratkilometer.